# Fairview (Oregon)
Fairview je město v okresu Multnomah County ve státě Oregon ve Spojených státech amerických. K roku 2010 zde žilo 8 920 obyvatel. S celkovou rozlohou 9,27 km² byla hustota zalidnění 1 114,6 obyvatel na km².